# Bordesholmer See
Der Bordesholmer See ist ein See in Schleswig-Holstein in unmittelbarer Nähe zur Gemeinde Bordesholm.

## Lage
Der See liegt auf dem Gebiet des Kreises Rendsburg-Eckernförde und wurde während der Weichsel-Eiszeit als subglaziales Abflusstal gebildet. Nennenswerte Zuflüsse fehlen; aus diesem Grund wird der See hauptsächlich durch das Grundwasser sowie durch den Niederschlag gespeist. Ein künstlicher Zufluss ist der Steingraben, der Wasser vom Einfelder See zuführt. Entwässert wird der See über den nordöstlich liegenden Stintgraben, der über den Mühlenteich der Schmalsteder Mühle zur Eider abfließt.
Der See ist für Motorboote gesperrt. Auf der Ostseite befindet sich eine Badeanstalt. Zu Fuß ist der See in etwa einer Stunde zu umrunden, davon etwa 80 % auf einem Wanderweg abseits der Straßen.

## Entstehung und Besiedlung
Nach dem Abschmelzen der Eiskappen der letzten Eiszeit über Norddeutschland sind vor etwa 15.000 Jahren die Seenlandschaften in Holstein entstanden. Das Bordesholmer Land bestand in dieser Zeit vorwiegend aus großen Wasser- und Sumpflandschaften, aus denen später der Einfelder See, das Dosenmoor und der Bordesholmer See hervorgingen.
Aus der Zeit um 9000 v. Chr. finden sich erste Hinweise auf die Anwesenheit von altsteinzeitlichen Jägern und Sammlern an den Ufern des Sees. Ab etwa 5000 v. Chr. wurden Menschen am Bordesholmer See sesshaft.
Um 1700 v. Chr. entstand hier eine der größten norddeutschen Siedlungen der Bronzezeit. Zeugnisse aus dieser Zeit sind u. a. die Megalithgräber und der Brautberg, ein bronzezeitlicher Urnenhügel, auf dem bis ins Jahr 500 n. Chr. über 5000 Urnen beigesetzt wurden.

## Geschichte

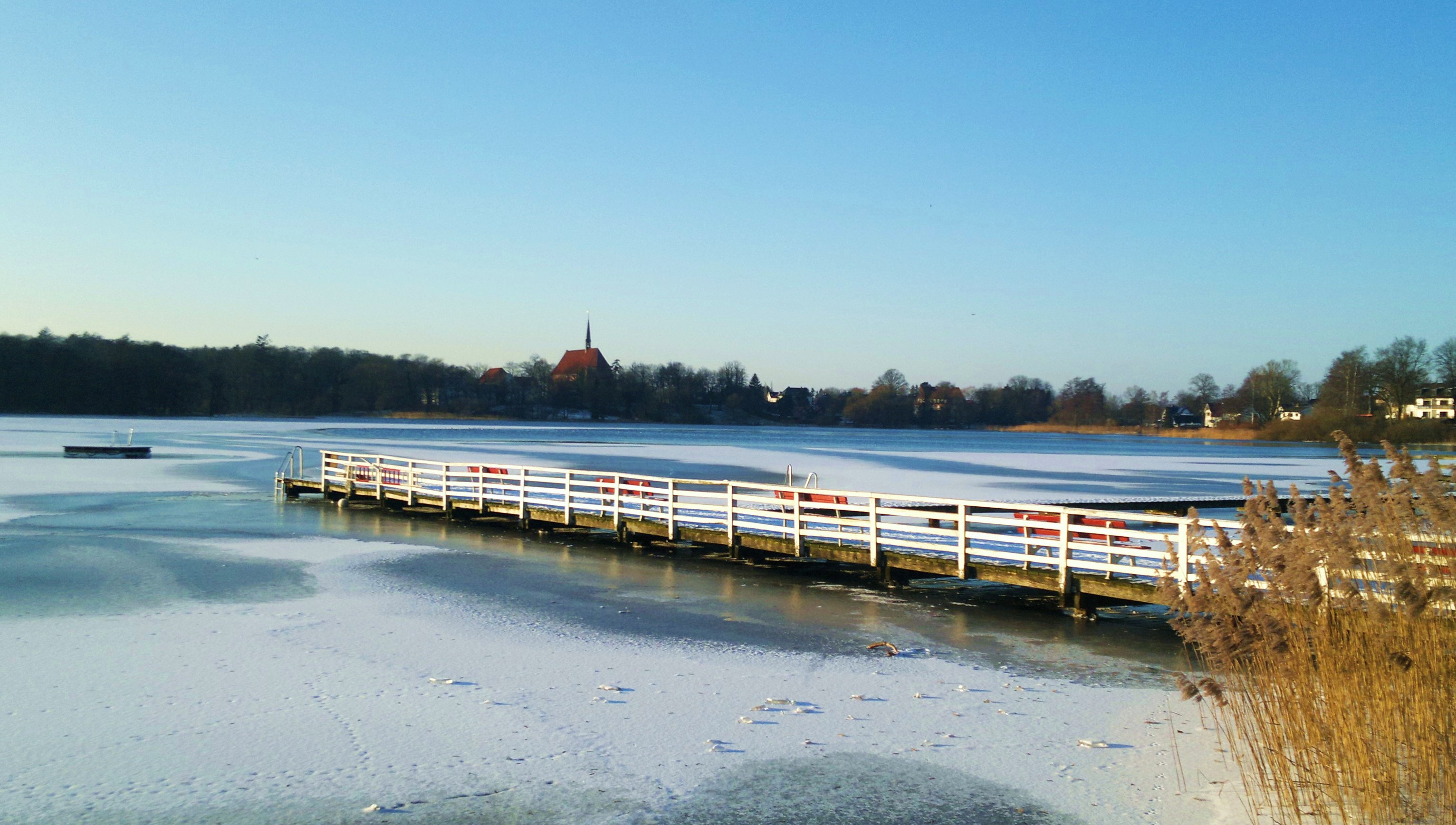
Wintertag am See

1148 wurde die Siedlung Eiderstede am Ufer des Bordesholmer Sees zum ersten Mal urkundlich erwähnt. 1330 zog das Chorherrenstift von Neumünster auf die Insel im Bordesholmer See. Dort wurde das neue Kloster und die dazugehörige Klosterkirche errichtet.
Der Name Bordesholm entstand aus den Siedlungsangaben der Mönche. Erste schriftliche Niederlegung als Bardesholm (1302), Bard = mnd. Ufer und Holm = mnd. Insel.
Im Verlaufe des Dreißigjährigen Kriegs wurden 1665 die Klosterschule und die Bibliothek des Bordesholmer Augustinerstifts nach Kiel verlegt und bildeten dort den Grundstock der heutigen Christian-Albrechts-Universität. 1666 wurde der Bordesholmer Brüggemannaltar in den Schleswiger Dom verbracht. 
Für den Bau des Eider-Kanals wurde 1774 eine mögliche Trassenführung von Kiel zur Unterelbe untersucht, die durch den Bordesholmer See führte. Hierfür sollte die glaziale Rinne aus Obereider, Bothkamper, Bordesholmer und Einfelder See genutzt werden. Nach der Wasserscheide am Einfelder See wäre die Unterelbe über die beiden Flüsse Schwale und Stör erreicht worden.

## Nutzung
An der Ostseite des Bordesholmer Sees befindet sich eine öffentliche Freibadeanstalt mit kleinem Badestrand. Die 52 m lange Seebrücke mit der 6 × 6 m großen Badeplattform wurde 2012 neu errichtet.
Das Gebäude der Badeanstalt mit Dusche und Umkleidekabinen brannte im Oktober 2012 teilweise nieder. Mittlerweile ist es wieder neu errichtet und seit Juli 2014 unter dem Namen „Seeterrassen“ eröffnet worden. Es beinhaltet einen Kiosk, einen Gästeraum, einen Raum für die Rettungsschwimmer der DLRG sowie sanitäre Anlagen.
Rund um den See führt ein sechs Kilometer langer Rundweg. Jedes Jahr im September findet der Bordesholmer See & run Seerundlauf statt. Lauf- und Walkingstrecken zwischen 800 m und 17,2 km werden von Hunderten von Laufsportlern genutzt.